# Phare de Pendeen
Pour les articles homonymes, voir Phare de Start Point.
Le phare de Pendeen (ou de Pendeen Watch) est un phare situé à environ 2 km au nord de Pendeen, dans le comté de Cornouailles en Angleterre. Il se trouve sur un Site d'intérêt scientifique particulier, celui de l'Aire Point to Carrick Du SSSI (en) sur la péninsule de Penwith.
Ce phare est géré par la Trinity House Lighthouse Service de Londres, l'organisation de l'aide maritime des côtes de l'Angleterre.
Il est maintenant protégé en tant que monument classé du Royaume-Uni de Grade II depuis 1997.

## Histoire
Trinity House a décidé de construire un phare et une corne de brume en 1891 sur la péninsule de Penwich et la station a été conçu par leur ingénieur Sir Thomas Matthews (en). La tour, les bâtiments annexes et le mur d'enceinte de 17 mètres ont été construits par Arthur Carkeek de Redruth qui a dû arraser le promontoire avant que la construction des bâtiments.
La lampe de type Argand à cinq mèches a été fournie par la société Chance Brothers (en) de Smethwick près de Birmingham. Elle a été commandée le 26 septembre 1900 et fut remplacée en 1926 par une lampe électrique. La lampe à huile d'Argand d'origine était exposée au Musée national du phare de Trinity House (en) à Penzance jusqu'en 2005, lorsque le musée a fermé ses portes.
Le phare de Pendeen a été automatisé en 1995 et les gardiens ont quitté les logements le 3 mai. En dehors de la tour elle-même, avec sa machinerie intégrée dans sa base, il y a un bâtiment en forme de « E » divisé en quatre chalets. Trois des chalets étaient à l'origine utilisés pour loger les trois gardiens des résidents, leurs épouses et leurs familles, le quatrième étant utilisé comme bureau et logement pour les gardiens surnuméraires. Ils sont maintenant loués en maisons de vacances. Derrière les chalets se trouvaient trois jardins potagers et, sur le côté de la mer, le bâtiment du signal de brume avec sa machinerie. L'eau était collectée à l'origine sur le toit plat du bloc d'hébergement et stockée dans un réservoir souterrain.
Identifiant : ARLHS : ENG-101 - Amirauté : A5670 - NGA : 6304 .
|               |
| Pendeen Watch |

|                            |
| Phare et bâtiments annexes |

### Lien connexe
- Liste des phares en Angleterre